# Hipercinesia
La hipercinesia o hiperquinesia (de hiper-, el griego κίνησις kínēsis 'movimiento' y -ia) es el aumento de movimientos involuntarios del cuerpo o partes de él.
Puede ser un tipo de disfunción del sistema extrapiramidal (centro regulador de los movimientos voluntarios y del tono muscular, que también participa en la producción de movimientos automáticos y asociados), que afecta el control de los movimientos voluntarios transformándose estos en un aumento de movimientos involuntarios.
Su contraparte es la hipocinesia (bradicinesia y acinesia), caracterizados principalmente por la dificultad de iniciar movimientos voluntarios, donde los movimientos se tornan lentos y torpes.

## Tipos
- Los temblores: sacudidas involuntarias musculares rápidas y rítmicas, de cuatro a cinco oscilaciones por segundo.[5]
- La corea: movimientos desordenados e irregulares con gran amplitud y sin finalidad aparente, no se detienen a voluntad y desaparecen con el sueño.[6]
- La atetosis: movimientos involuntarios lentos, continuos y sinuosos de los dedos, no se detienen a voluntad y pueden estar presentes durante el sueño.[6]
- El balismo.
- Los espasmos.
- Las distonías.
- Los calambres.
- Las mioclonias: contracciones tónicas rápidas y bruscas de un músculo con mayor frecuencia en miembros inferiores sin desplazamiento de miembro.[6]
- Las asterixis: fenómeno de ausencia de tono muscular donde el cese de la acción muscular causa flexión súbita de la muñeca con retorno inmediato a la extensión de la misma con ritmo irregular, teniendo un movimiento semejante a un "aleteo" (en inglés, flapping).[7]
- Los tics: movimientos involuntarios anormales rápidos, bruscos y recurrentes, con intensidad y ritmo variables que incluso pueden ser violentos, en ocasiones pueden ser coordinados y frecuentemente son fáciles de imitar. Los tics pueden ser detenidos a voluntad pero por percibirse como una necesidad irresistible esto puede producir gran ansiedad con posible incremento de los mismos.[7]
- Las convulsiones.
- Las fasciculaciones.